# Пежхов
Пежхов (пол. Pierzchów) е село във Величкия окръг, Малополско войводство в Южна Полша. Намира се на около 18 километра от Величка и на 29 километра от столицата на войводството – Краков. Полският генерал Ян Хенрик Домбровски е роден в Пиежхов.
Населението на селото е 581 души (по преброяване от 2011 г.).